# Soubey
Soubey − miejscowość i gmina w północno-zachodniej Szwajcarii, w kantonie Jura, w okręgu Franches-Montagnes. Leży nad rzeką Doubs. Pod względem liczby mieszkańców jest najmniejszą gminą w okręgu. 

## Demografia
W Soubey mieszka 131 osób. W 2020 roku 5,3% populacji gminy stanowiły osoby urodzone poza Szwajcarią. 